# Josh Thomson
Joshua Joseph Thomson (San José, California; 21 de septiembre de 1978) es un artista marcial mixto estadounidense que actualmente compite en la categoría de peso ligero en Bellator MMA. Thomson fue campeón de peso ligero de Strikeforce.

## Carrera en artes marciales mixtas

### Ultimate Fighting Championship
Thomson hizo su debut en UFC 44 derrotando a Gerald Strebendt por nocaut en la primera ronda. En su segunda pelea derrotó por decisión a Hermes França en UFC 46. En su última pelea fue derrotado por nocaut por Yves Edwards en UFC 49.

### Retorno a UFC
Tras la disolución de Strikeforce en enero de 2013, Thomson regresó a UFC y se enfrentó a Nate Diaz el 20 de abril de 2013 en UFC on Fox 7. Thomson ganó la pelea por nocaut técnico, convirtiéndose en el primer peleador en noquear a Diaz. La victoria le valió para ganar su primer premio al KO de la Noche.
Thomson se enfrentó al ex campeón de peso ligero Benson Henderson el 25 de enero de 2014 en UFC on Fox 10. Thomson perdió la pelea por decisión dividida.
Thomson se enfrentó a Bobby Green el 26 de julio de 2014 en UFC on Fox 12. Thomson perdió la pelea por decisión dividida.
El 15 de julio de 2015, Thomson se enfrentó a Tony Ferguson en UFC Fight Night 71. Thomson perdió la pelea por decisión unánime.

## Vida personal
Antes de convertirse en peleador profesional a tiempo completo, Thomson trabajó en la construcción.

## Campeonatos y logros
- Ultimate Fighting Championship
  - KO de la Noche (Una vez)

- Strikeforce
  - Campeón de Peso Ligero (Una vez)
  - Campeón de Peso Ligero U.S. (Una vez, primero, último)

## Registro en artes marciales mixtas
| Resultado     | Récord   | Oponente          | Método                                       | Evento                                         | Fecha                    | Ronda | Tiempo | Localización              | Notas                                                     |
| ------------- | -------- | ----------------- | -------------------------------------------- | ---------------------------------------------- | ------------------------ | ----- | ------ | ------------------------- | --------------------------------------------------------- |
| Derrota       | 22–9 (1) | Patricky Freire   | KO (golpe)                                   | Bellator 172                                   | 18 de febrero de 2017    | 2     | 0:40   | San José, California      |                                                           |
| Victoria      | 22–8 (1) | Pablo Villaseca   | TKO (golpes)                                 | Bellator 147                                   | 4 de diciembre de 2015   | 2     | 3:59   | San José, California      |                                                           |
| Victoria      | 21–8 (1) | Mike Bronzoulis   | Sumisión (arm-triangle choke)                | Bellator MMA & Glory: Dynamite 1               | 19 de septiembre de 2015 | 3     | 0:39   | San José, California      |                                                           |
| Derrota       | 20–8 (1) | Tony Ferguson     | Decisión (unánime)                           | UFC Fight Night: Mir vs. Duffee                | 15 de julio de 2015      | 3     | 5:00   | San Diego, California     |                                                           |
| Derrota       | 20–7 (1) | Bobby Green       | Decisión (dividida)                          | UFC on Fox: Lawler vs. Brown                   | 26 de julio de 2014      | 3     | 5:00   | San José, California      |                                                           |
| Derrota       | 20–6 (1) | Benson Henderson  | Decisión (dividida)                          | UFC on Fox: Henderson vs. Thomson              | 25 de enero de 2014      | 5     | 5:00   | Chicago, Illinois         |                                                           |
| Victoria      | 20–5 (1) | Nate Diaz         | TKO (patada a la cabeza y golpes)            | UFC on Fox: Henderson vs. Melendez             | 20 de abril de 2013      | 2     | 3:44   | San José, California      | KO de la Noche.                                           |
| Derrota       | 19–5 (1) | Gilbert Meléndez  | Decisión (dividida)                          | Strikeforce: Barnett vs. Cormier               | 19 de mayo de 2012       | 5     | 5:00   | San José, California      | Por el Campeonato de Peso Ligero de Strikeforce.          |
| Victoria      | 19–4 (1) | K.J. Noons        | Decisión (unánime)                           | Strikeforce: Tate vs. Rousey                   | 3 de marzo de 2012       | 3     | 5:00   | Columbus, Ohio            | Eliminatoria por el título.                               |
| Derrota       | 18–4 (1) | Tatsuya Kawajiri  | Decisión (unánime)                           | Dynamite!! 2010                                | 31 de diciembre de 2010  | 3     | 5:00   | Saitama                   |                                                           |
| Victoria      | 18–3 (1) | Gesias Cavalcante | Decisión (unánime)                           | Strikeforce 28                                 | 9 de octubre de 2010     | 3     | 5:00   | San José, California      |                                                           |
| Victoria      | 17–3 (1) | Pat Healy         | Sumisión (rear-naked choke)                  | Strikeforce: Fedor vs. Werdum                  | 26 de junio de 2010      | 3     | 4:27   | San José, California      |                                                           |
| Derrota       | 16–3 (1) | Gilbert Meléndez  | Decisión (unánime)                           | Strikeforce: Evolution                         | 19 de diciembre de 2009  | 5     | 5:00   | San José, California      | Perdió el Campeonato de Peso Ligero de Strikeforce.       |
| Victoria      | 16–2 (1) | Ashe Bowman       | TKO (golpes)                                 | Strikeforce: At The Mansion II                 | 20 de septiembre de 2008 | 1     | 1:14   | Beverly Hills, California |                                                           |
| Victoria      | 15–2 (1) | Gilbert Meléndez  | Decisión (unánime)                           | Strikeforce: Melendez vs. Thomson              | 27 de junio de 2008      | 5     | 5:00   | San José, California      | Ganó el Campeonato de Peso Ligero de Strikeforce.         |
| Victoria      | 14–2 (1) | Adam Lynn         | KO (golpes)                                  | Strikeforce: Playboy Mansion                   | 29 de septiembre de 2007 | 1     | 4:45   | Beverly Hills, California |                                                           |
| Victoria      | 13–2 (1) | Nick Gonzalez     | Sumisión (rear-naked choke)                  | Strikeforce: Shamrock vs. Baroni               | 22 de junio de 2007      | 1     | 1:42   | San José, California      | Defendió el Campeonato de Peso Ligero de Strikeforce U.S. |
| Victoria      | 12–2 (1) | Nam Phan          | Decisión (unánime)                           | Strikeforce: Triple Threat                     | 8 de diciembre de 2006   | 3     | 5:00   | San José, California      | Ganó el Campeonato de Peso Ligero de Strikeforce U.S.     |
| Victoria      | 11–2 (1) | Duane Ludwig      | Sumisión (guillotine choke)                  | Strikeforce: Tank vs. Buentello                | 7 de octubre de 2006     | 2     | 4:36   | Fresno, California        |                                                           |
| Victoria      | 10–2 (1) | Rocky Johnson     | Sumisión (armbar)                            | PRIDE and Fury 5                               | 6 de julio de 2006       | 1     | 1:55   | Worley, Idaho             |                                                           |
| Victoria      | 9–2 (1)  | Harris Sarmiento  | Sumisión (arm-triangle choke)                | Strikeforce: Revenge                           | 9 de junio de 2006       | 3     | 3:19   | San José, California      |                                                           |
| Derrota       | 8–2 (1)  | Clay Guida        | Decisión (unánime)                           | Strikeforce: Shamrock vs. Gracie               | 10 de marzo de 2006      | 5     | 5:00   | San José, California      | Por el Campeonato vacante de Peso Ligero de Strikeforce.  |
| Victoria      | 8–1 (1)  | Daisuke Sugie     | Sumisión (kneebar)                           | PRIDE Bushido 8                                | 17 de julio de 2005      | 1     | 4:35   | Nagoya                    |                                                           |
| Derrota       | 7–1 (1)  | Yves Edwards      | KO (patada voladora a la cabeza y golpes)    | UFC 49                                         | 21 de agosto de 2004     | 1     | 4:32   | Las Vegas, Nevada         |                                                           |
| Victoria      | 7–0 (1)  | Hermes França     | Decisión (unánime)                           | UFC 46                                         | 31 de enero de 2004      | 3     | 5:00   | Las Vegas, Nevada         |                                                           |
| Victoria      | 6–0 (1)  | Gerald Strebendt  | KO (golpes)                                  | UFC 44                                         | 26 de septiembre de 2003 | 1     | 2:45   | Las Vegas, Nevada         |                                                           |
| Victoria      | 5–0 (1)  | Rob McCullough    | Decisión (unánime)                           | WFA 3: Level 3                                 | 23 de noviembre de 2002  | 3     | 5:00   | Las Vegas, Nevada         |                                                           |
| Victoria      | 4–0 (1)  | Kajan Johnson     | Sumisión (codazos)                           | SE: North American Sport Fighting Invitational | 7 de septiembre de 2002  | 2     | 4:56   | Boise, Idaho              |                                                           |
| Victoria      | 3–0 (1)  | Doug Evans        | Sumisión (triangle choke)                    | NW Submission Fighting 1                       | 4 de mayo de 2002        | 1     | 1:29   | Boise, Idaho              |                                                           |
| Sin resultado | 2–0 (1)  | Norifumi Yamamoto | Sin resultado (patada a la ingle accidental) | Shogun 1                                       | 15 de diciembre de 2001  | 2     | 2:00   | Honolulu, Hawái           |                                                           |
| Victoria      | 2–0      | Víctor Estrada    | Sumisión (triangle choke)                    | Gladiators Vale Tudo                           | 10 de marzo de 2001      | 2     |        | Worley, Idaho             |                                                           |
| Victoria      | 1–0      | Jason Abajian     | KO (golpes)                                  | Bushido 1                                      | 18 de enero de 2001      | 1     |        | Tempe, Arizona            |                                                           |